# 豊川寺 (岐阜県白川町)
豊川寺（ほうせんじ）は、岐阜県加茂郡白川町黒川にある曹洞宗の寺院。山号は開運山。

## 歴史
黒川村には、元は臨済宗妙心寺派の正法寺があったが、明治3年(1870年)に苗木藩の廃仏毀釈によって廃寺とされ、住民は神道への改宗を強制された。
明治4年(1871年)7月14日の廃藩置県によって苗木藩は苗木県となったが、同年11月20日、府県統合により岐阜県に編入されて消滅すると、仏教寺院を復興する動きが始まった。
明治19年（1886年）、加茂郡和泉村の洞雲寺の執事の名によって浄財簿が作られ、浄財の喜捨が求められた。
明治20年（1887年）8月15日、洞泉寺住持の白井喬山が、小畑字西野に布教所を新設した。
明治33年（1900年）8月、愛知県の妙厳寺(豊川稲荷)から荼枳尼天を勧請し、堂宇を建立して安置した。
明治38年（1905年）8月19日、当時、東京浅草にあった総泉寺の末寺の「松吟庵」の寺籍を当地に移転することに許可が出て、小島大機が住持となった。
明治40年（1907年）11月27日、内務省の指令を受けて開運山 豊川寺に改号した。
明治41年（1908年）3月17日、恵那郡加子母村の法禅寺の末寺となった。

## 関連リンク
- 白川寺　白川おとなう